# Scotland County (North Carolina)
Scotland County ist ein County im Bundesstaat North Carolina der Vereinigten Staaten. Der Verwaltungssitz (County Seat) ist Laurinburg, das nach der Familie McLaurin benannt wurde, frühen Siedlern in diesem Gebiet.

## Geographie
Das County liegt im Süden von North Carolina, grenzt an South Carolina und hat eine Fläche von 830 Quadratkilometern, wovon 4 Quadratkilometer Wasserfläche sind. Es grenzt im Uhrzeigersinn an folgende Countys: Hoke County, Robeson County und Richmond County.
Scotland County ist in vier Townships aufgeteilt: Laurel Hill, Spring Hill, Stewartsville und Williamson.

## Geschichte
Scotland County wurde am 20. Februar 1899 aus Teilen des Richmond County gebildet. Benannt wurde es nach der Heimat der frühen Siedler, die überwiegend aus Schottland stammten.

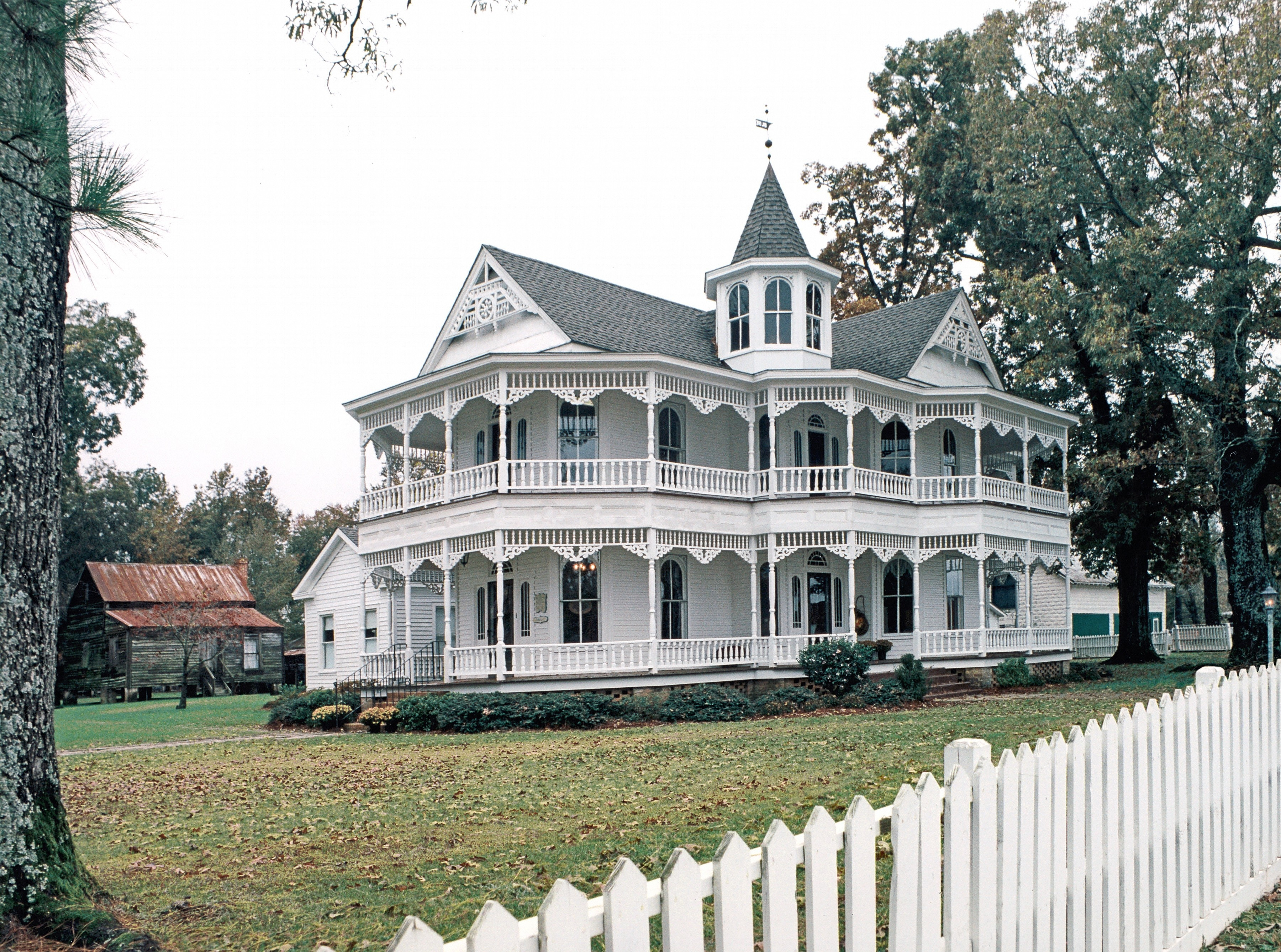
Das John Blue House ist einer von 14 Einträgen des Countys im National Register of Historic Places.

14 Bauwerke und Stätten des Countys sind insgesamt im National Register of Historic Places eingetragen (Stand 16. März 2018).

## Demografische Daten
Nach der Volkszählung im Jahr 2000 lebten im Scotland County 35.998 Menschen. Davon wohnten 977 Personen in Sammelunterkünften, die anderen Einwohner lebten in 13.399 Haushalten und 9.674 Familien. Die Bevölkerungsdichte betrug 44 Einwohner pro Quadratkilometer. Ethnisch betrachtet setzte sich die Bevölkerung zusammen aus 51,49 Prozent Weißen, 37,32 Prozent Afroamerikanern, 8,88 Prozent amerikanischen Ureinwohnern, 0,51 Prozent Asiaten, 0,02 Prozent Bewohnern aus dem pazifischen Inselraum und 0,46 Prozent aus anderen ethnischen Gruppen; 1,33 Prozent stammten von zwei oder mehr Ethnien ab. 1,18 Prozent der Bevölkerung waren spanischer oder lateinamerikanischer Abstammung.
Von den 13.399 Haushalten hatten 34,4 Prozent Kinder unter 18 Jahren, die bei ihnen lebten. 47,1 Prozent davon waren verheiratete, zusammenlebende Paare, 20,4 Prozent waren allein erziehende Mütter und 27,8 Prozent waren keine Familien. 24,4 Prozent waren Singlehaushalte und in 8,9 Prozent lebten Menschen mit 65 Jahren oder älter. Die Durchschnittshaushaltsgröße betrug 2,61 und die durchschnittliche Familiengröße war 3,10 Personen.
28,1 Prozent der Bevölkerung waren unter 18 Jahre alt. 9,5 Prozent zwischen 18 und 24 Jahre, 27,6 Prozent zwischen 25 und 44 Jahre, 23,4 Prozent zwischen 45 und 64, und 11,3 Prozent waren 65 Jahre alt oder Älter. Das Durchschnittsalter betrug 35 Jahre. Auf alle weibliche Personen kamen 88,4 männliche Personen. Auf alle Frauen im Alter von 18 Jahren oder darüber kamen 83,0 Männer.
Das jährliche Durchschnittseinkommen eines Haushalts betrug 31.010 $. das einer Familie 39.178 $. Männer hatten ein durchschnittliches Einkommen von 31.212 $, Frauen 23.172 $. Das Prokopfeinkommen betrug 15.693 $. 20,6 Prozent der Bevölkerung und 17,4 Prozent der Familien lebten unterhalb der Armutsgrenze. Darunter waren 29,8 Prozent der Kinder und Jugendlichen unter 18 Jahren und 17,2 Prozent der Personen im Alter ab 65 Jahren.